# De hellige tre Kongers Reise
De hellige tre Kongers Reise is een lied gecomponeerd door Christian Sinding. Hij zette muziek onder een tekst van Duitse dichter Heinrich Heine, die naar het Noors vertaald was door Henrik Wergeland en opgenomen in zijn Verzameld Werk 1833-1841. Het werkje van Sinding is symbolisch voor diens terugkeer (vanuit Duitsland) naar Noorwegen, alwaar hij door middel van staatssteun kon componeren in Grotten (een landhuis).
Tekst:
- De hellig’ tre Konger sig spurgte frem
- igjennem Østerlands Riger:
- ”Hvor gaar vel Veien til Bethlehem
- I kjære Drenge og Piger?”
- Men Unge og Gamle vidste det ei,
- de Konger videre ilte.
- En gylden Stjerne viste dem Vei;
- saa venlig og klar den smilte.
- Den stille stod over Josephs Bo;
- de traadte derind saa glade.
- Der brølte Oxen og Barnet lo,
- og hellig’ Trekongerne kvade.

De tekst vertelt over de reis van de Drie Koningen naar Bethlehem. Niemand kon hun de weg wijzen, ze moesten op een ster vertrouwen. Henriëtte Hilda Bosmans heeft de originele Duitse tekst (Die heil'gen drei Kön'ge aus Morgenland) gebruikt in een lied. Richard Strauss gebruikte de originele tekst voor zijn Zes liederen opus 56 (opus 56.6).